# Józef Jankowski
Józef Jankowski SAC (ur. 17 listopada 1910 w Czyczkowach k. Brus na Kaszubach, zm. 16 października 1941 w obozie Auschwitz) – polski duchowny katolicki, pallotyn, błogosławiony Kościoła rzymskokatolickiego.

## Życiorys
Był jednym z ośmiorga dzieci Roberta i Michaliny. Po ukończeniu studiów filozoficzno-teologicznych w pallotyńskim Wyższym Seminarium Duchownym w Ołtarzewie k. Ożarowa Maz., 2 sierpnia 1936 w Sucharach przyjął święcenia kapłańskie. Pełnił następnie m.in. funkcje prefekta ołtarzewskich i okolicznych szkół. We wrześniu 1939 został sekretarzem Komitetu Pomocy Dzieciom oraz duszpasterzem żołnierzy i ludności cywilnej.
Aresztowany przez Gestapo w maju 1941, po dwóch tygodniach z Pawiaka został przewieziony do niemieckiego obozu koncentracyjnego Auschwitz (tym samym transportem, co o. Maksymilian Kolbe) i zarejestrowany jako numer 16895. Umarł wyniszczony obozowymi warunkami i  w wyniku pobicia przez obozowego kapo.
Papież Jan Paweł II ogłosił go błogosławionym w gronie 108 męczenników II wojny światowej 13 czerwca 1999 w Warszawie wraz z drugim pallotynem – ks. Józefem Stankiem.
Bł. ks. Józef Jankowski jest patronem miasta i gminy Brusy, miasta i gminy Ożarów Mazowiecki i dekanatu laseckiego.